# ترجمات الكتاب المقدس إلى الفارسية
ترجمة الكتاب المقدس إلى اللغة الفارسية بدأت منذ القرن الرابع أو الخامس، على الرغم من بقاء عدد قليل من المخطوطات المبكرة. هناك ترجمات يهودية ومسيحية من العصور الوسطى. تمت الترجمات الكاملة للكتاب المقدس العبري والعهد الجديد اليوناني من اللغات الأصلية لأول مرة في القرن التاسع عشر من المبشرين البروتستانت.

## الفارسية الوسطى
إن الباقي المادي الوحيد من ترجمات الكتاب المقدس الفارسية قبل الإسلام هو قطعتان من المزامير عثر عليهما ألبرت فون لو كوك [الإنجليزية] في دير شوي بانج شمال بولايق [الإنجليزية] عام 1905. هذه أقدم الترجمات إلى الفارسية موجودة بالخط البهلوي.

## الترجمة في العصور الوسطى إلى الفارسية الجديدة
تُرجمَت أجزاء من الأناجيل لأول مرة إلى اللغة الفارسية في الإنجيل الرباعي الفارسي في القرن الثالث عشر. ثم قامت عالمة الإسلام والناقدة المسيحية خاتون آبادي في القرن السادس عشر بترجمة أجزاء أخرى من الأناجيل.

## الأدبيات ذات الصلة
- توماس، كينيث مع علي أشغر أغبار. 2015. بحث لا يهدأ: تاريخ الترجمات الفارسية للكتاب المقدس. (تاريخ ترجمة الكتاب المقدس، 3.) جمعية الكتاب المقدس الأمريكية.

## روابط خارجية
- نسخة الألفية الجديدة للكتاب المقدس (على الإنترنت)، كلامه، نسخة محفوظة 2007-08-28 على موقع واي باك مشين.
- النسخة الفارسية اليوم (TPV)(على الإنترنت)
- الكتاب المقدس - النسخة الفارسية القديمة (متوفر على الإنترنت)، مشروع وورد
- الكتاب المقدس بالنسخة الفارسية القديمة (متوفر على الإنترنت)، راديو العائلة
- العهد القديم (لندن، 1856)، هاثي تراست
- العهد الجديد باللغة الفارسية ، مراجعة القس روبرت بروس (لندن، ١٨٨٢)، هاثي تراست
- النسخة الدارية الحالية (TDV)، الكتاب المقدس الأفغاني